# Musikens värld
Musikens värld – musik i ord och bild, är ett norskproducerat populärvetenskapligt musiklexikon i ett band som utkommit i nio upplagor på svenska sedan 1955. 
De första utgåvorna publicerades av AB Musikens värld förlag i Göteborg; de senare av AB Kulturhistoriska förlagen i Göteborg. Det senaste, med titeln Musiklexikon: musik i ord och bild, gavs ut 1982.  Huvudredaktörer är i de senare upplagorna Sverre Hagerup Bull och Kjell Bloch Sandved. Musikens värld är utgivet på danska, engelska, finska, franska, holländska, italienska, norska, spanska, svenska och tyska.
Musikens värld innehåller det mesta i musikväg, från aktuella populärartister till de klassiska mästarna. 
Verket är på drygt 2 000 sidor och innehåller även en kortfattad musiklära.